# Pantxoa eta Peio
Pantxoa eta Peio (En Pantxo i en Peio) és un duo musical basc format pels labortans Peio Ospital (Ezpeleta, 1948-) i Pantxoa Carrere (Azkaine, 1948-). El grup es va formar el 1969, amb cançons de temàtica nacionalista i reflex de la situació que es vivia sota el franquisme al País Basc del Sud, encara que ells la percebessin des d'Iparralde. Així, una de les seves cançons més famoses, Itziarren semea (El fill de la Itziar), que és d'aquell temps, tracta sobre la tortura, amb lletra de Telesforo Monzón.
El 1990, al seu disc Eguzkiaren musu (Petó del sol) van cantar la cançó Vaixell de Grècia (en basc Greziako itsasontzia) de Lluís Llach. La traducció del català al basc va ser realitzada pel cantautor basc Xabier Lete. El 2011 havien anunciat que el 2012 dissoldrien el grup per seguir carreres per separat.